# Floriano (ort)
Floriano är en ort i Brasilien.   Den ligger i kommunen Floriano och delstaten Piauí, i den östra delen av landet, 1 100 km nordost om huvudstaden Brasília. Floriano ligger 114 meter över havet och antalet invånare är 48 587.
Terrängen runt Floriano är huvudsakligen platt. Floriano ligger nere i en dal. Det finns inga andra samhällen i närheten. 
Omgivningarna runt Floriano är huvudsakligen savann. Runt Floriano är det glesbefolkat, med 16 invånare per kvadratkilometer.